# Trachéide scalariforme
Les trachéides scalariformes sont des éléments conducteurs peu spécialisés, formés par des cellules vivantes, allongées, à section polygonale, très régulière et ayant la forme d’une échelle,. Ils sont particulièrement présents chez les Ptéridophytes.